# یوهان فون لمانت
 یوهان فون لمانت (آلمانی: Johann von Lamont؛ زاده ۱۳ دسامبر ۱۸۰۵ درگذشته ۶ اوت ۱۸۷۹) یک اخترشناس و فیزیک‌دان اهل آلمان-اسکاتلند بود.